# Antiga Casa de Salut
L'Antiga Casa de Salut és una obra de Santa Coloma de Queralt (Conca de Barberà) protegida com a Bé Cultural d'Interès Local.

## Descripció
És una casa-torre rectangular, amb teulada a doble vessant i elements decoratius neoclàssics. Jardí romàntic amb un brollador central.

## Història
Les Germanes Carmelites Descalces Missioneres, conegudes popularment com a “monges de la vetlla”, van constituir una comunitat a Santa Coloma de Queralt el 24 d’octubre de 1910. Assistien als malalts a l’Hospital Vell de la Vila.
L’origen de la Casa de Salut es troba en l’adquisició que l’Ajuntament va fer d’una casa coneguda com La Torre i els seus terrenys annexos, a la carretera d’Igualada (29 d’abril de 1922). El 1930 va finalitzar l’adequació de La Torre en la Casa de Salut. El mateix any, les Germanes Carmelites van comprar un terreny proper a l’hospital a Josep Montagut amb la intenció de construir-hi una casa i residir-hi.
L’Ajuntament Republicà, encapçalat per Lluís Solà Padró, va impulsar el nou hospital. En el pressupost del 1932 va assignar 2.000 pessetes a l’adquisició de material quirúrgic. Aquest mateix any (21 de novembre) va aprovar el Reglament Interior de la Casa de Salut. En esclatar la guerra civil espanyola, les monges carmelites continuen fent tasca assistencial, si bé el Comitè Local Antifeixista les obliga a abandonar la Casa de Salut i prohibeix que portin hàbits. El 1938, l’Ajuntament dota l’edifici de mobiliari i instrumental per atendre millorar les cures.
En acabar la guerra, les autoritats franquistes constitueixen una Comissió Gestora (1939) per arreglar els desperfectes de l’equipament: reparació de la teulada i el pou, instal·lacions d’electricitat i aigua i habilitar una casa veïna perquè hi poguessin viure les germanes.
La Junta Administrativa de l’Hospital, responsable de vetllar per tots els seus valors i béns mobles i immobles, es constitueix el 3 de febrer de 1940, conformada entre altres per l’alcalde, el rector, el mestre de l’escola pública i el metge de Santa Coloma Dos mesos més tard, la Casa de Salut també comença a funcionar com a dipòsit de cadàvers. La Junta va batejar l’hospital amb l’advocació de la Mare de Déu del Carme.
Les despeses s'afrontaven amb el pagament dels serveis mèdics i donatius, sovint aconseguits per la Junta gràcies a festivals benèfics. Fins a 1950, l’Ajuntament de Santa Coloma va assumir els costos dels malalts pobres; a partir d’aquesta data, se’n responsabilitza la Diputació de Tarragona. En el període 1950-58, els registres comptabilitzen seixanta-quatre malalts pobres, quaranta-set dels quals són de Santa Coloma de Queralt.
El novembre de 1952, la Junta Gestora fa constar que la Casa de Salut disposa de les següents dependències:
- Planta baixa: Cuina, dispensa, menjador de malalts, refectori de les germanes, sala de visites, sagristia, capella i vestíbul.
- Primer pis. Sala general pels homes amb quatre llits; sala general per dones amb quatre llits; dues habitacions independents d’un llit; habitació de la germana de guàrdia; bany.
- Annexos: Casa-habitació de les monges; local de desinsectació i dipòsit de cadàvers; cotxera; rentador; dispensa subterrània; altres dependències i accessoris per l’ús de la comunitat; jardí i hort posterior.

El 1956, les germanes carmelites permuten l’edifici que havien adquirit el 1930 a Montagut per la Casa de Salut. L’objectiu d’aquest intercanvi era la construcció d’una nova clínica-hospital, que va requerir un pressupost de 800.000 pessetes (300.000 aportades per la Diputació, 200.000 per l’Ajuntament, 150.000 per la Junta Administrativa i 150.000 per subscripció popular). Fruit d'aquest intercanvi, les monges van passar a viure a la Casa de Salut, on van residir fins al novembre de 2016. Des del setembre de 2018, la casa es va convertir en un centre d’acollida de menors estrangers no acompanyats.
La nova clínica-hospital va inaugurar-se el 1958. El 7 de juliol de 1994, l'Ajuntament de Santa Coloma va aprovar els estatuts de l'organisme autònom municipal Residència Nostra Senyora del Carme, responsabilitzant-se així de la gestió oficial de la residència, que, no obstant això, continuava sent dirigida per les monges carmelites.
La Casa de Salut va ser declarada Bé Cultural d'Interès Local el 2007.